# Mira Awad

Mira Anwar Awad (Arabisk: ميرا عوض; Hebraisk: מירה עווד, født 11. juni 1975) er en arabisk-israelsk sanger, skuespiller og sangskriver. Hun bor i Tel Aviv, Israel. 
I 2009 repræsenterede hun Israel i Eurovision Song Contest sammen med jødisk-israelske Achinoam Nini med sangen There Must Be Another Way. Hun var den første palæstinensiske israeler til at repræsentere Israel ved det Internationale Melodi Grand Prix, og samtidig den første til at synge en israelske Eurovision sang med arabisk tekst.

## Barndom og uddannelse
Mira Awad blev født i byen Rameh i Galilæa, Israel til en arabisk far fra Galilee (Anwar), en læge af profession, og en
bulgarsk mor (Snejanka). Hun studerede på Rimon School of Jazz and Contemporary Music i Ramat HaSharon, Israel.
1. ↑  Navnet er anført på engelsk og stammer fra Wikidata hvor navnet endnu ikke findes på dansk.
2. ↑  Navnet er anført på engelsk og stammer fra Wikidata hvor navnet endnu ikke findes på dansk.